# Woiwodschaft Lublin

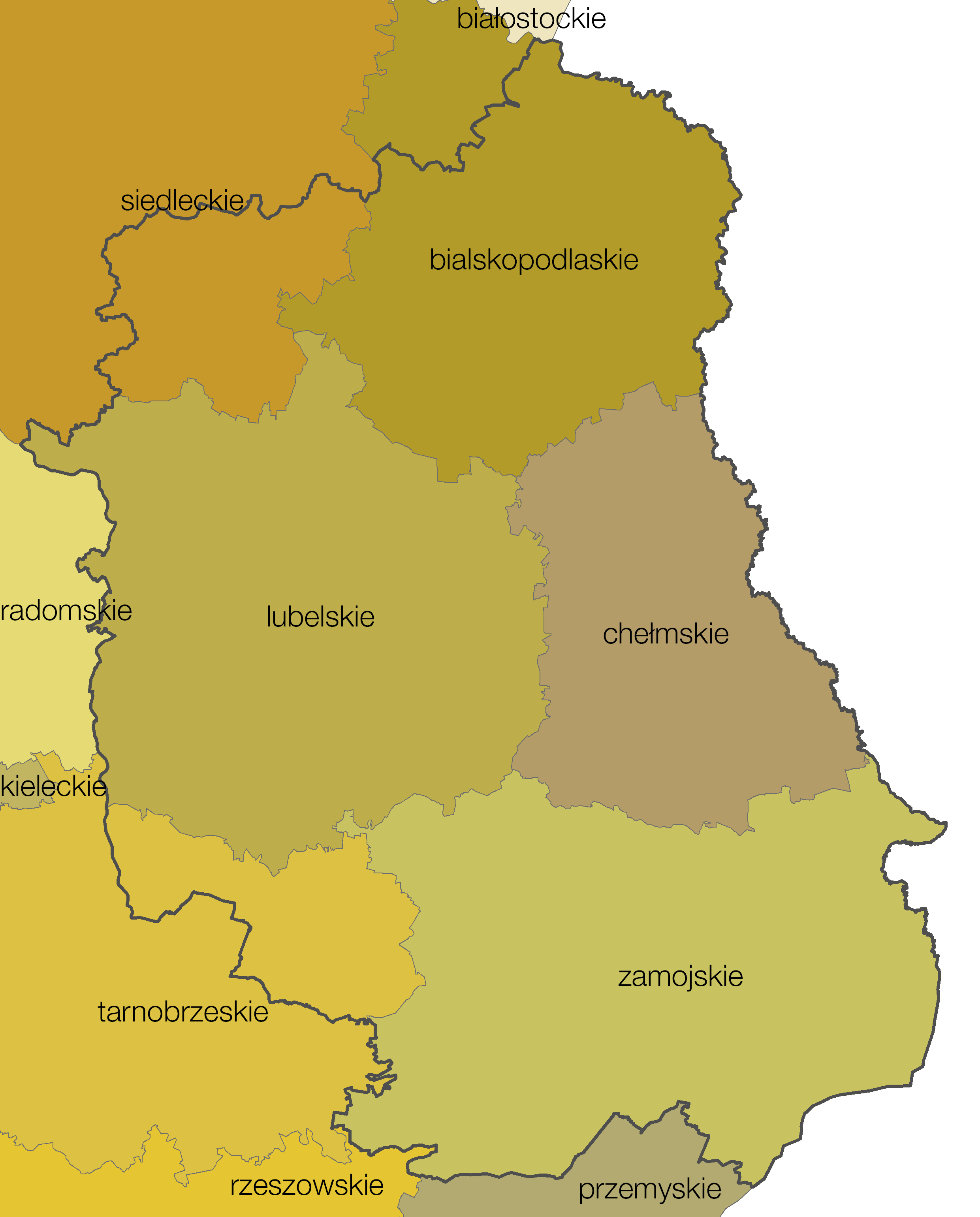
Aufteilung der heutigen Woiwodschaft Lublin in ehemalige Woiwodschaften

Die Woiwodschaft Lublin (polnisch województwo lubelskie) ist eine der 16 Woiwodschaften, die die Republik Polen gliedern. Sie liegt im östlichen Teil Polens und umfasst mehrere historische Regionen: Kleinpolen mit der Ziemia Lubelska und Ziemia Łukowska sowie Polesien, Rotruthenien und den südlichen Teil Podlachiens.
Im Osten grenzt die Woiwodschaft Lublin an Belarus und an die Ukraine. Hauptstadt ist das namensgebende Lublin.

## Geschichte
Die heutige Woiwodschaft Lublin ging bei der polnischen Verwaltungsreform im Jahr 1999 vorwiegend aus den vorherigen Woiwodschaften Lublin, Chełm und Zamość hervor. Der größere Teil der Woiwodschaft Biała Podlaska sowie kleinere Teile der Woiwodschaften Siedlce und Tarnobrzeg wurden außerdem Bestandteil der neuen Woiwodschaft Lublin.
Bereits zu Zeiten des Königreiches Polen und der polnisch-litauischen Adelsrepublik hatte eine Woiwodschaft Lublin existiert, die im Jahr 1474 aus Teilen der Woiwodschaft Sandomierz gebildet worden war. Im Jahr 1569 wurde in Lublin mit der Union von Lublin die Republik Polen-Litauen in Form einer Realunion gegründet.

## Zweiter Weltkrieg
Auf dem Gebiet der Woiwodschaft Lublin befinden sich die Orte dreier ehemaliger Vernichtungslager im zu jener Zeit deutsch besetzten Polen (Generalgouvernement):
- Majdanek
- Belzec
- Sobibor

sowie das ehemalige Ghetto Izbica.

## Wappen
Beschreibung: In Rot ein springender silberner Hirsch mit goldener Krone über den Hals.

## Verwaltungsgliederung
Die Woiwodschaft Lublin ist in 20 Powiate und vier Stadtkreise unterteilt. Powiatstatus haben neben der Woiwodschafthauptstadt Lublin noch drei weitere Städte. Den gleichnamigen Landkreisen (ländlichen Powiats) gehören sie selbst nicht an.

### Kreisfreie Städte
- Lublin 338.586; 147 km²
- Zamość 62.785; 30 km²
- Chełm 61.135; 35 km²
- Biała Podlaska 56.942; 49 km²

### Powiats
- Biała Podlaska 109.958; 2.754 km²
- Biłgoraj 100.333; 1.681 km²
- Chełm 77.502; 1.886 km²
- Hrubieszów 62.009; 1.268 km²
- Janów Lubelski 45.142; 875 km²
- Krasnystaw 62.552; 1.031 km²
- Kraśnik 94.531; 1.005 km²
- Lubartów 87.850; 1.289 km²
- Lublin 156.493; 1.679 km²
- Łęczna 57.218; 637 km²
- Łuków 106.213; 1.394 km²
- Opole Lubelskie 58.706; 810 km²
- Parczew 34.372; 952 km²
- Puławy 112.384; 934 km²
- Radzyń Podlaski 58.298; 965 km²
- Ryki 55.530; 615 km²
- Świdnik 71.432; 468 km²
- Tomaszów Lubelski 81.944; 1.489 km²
- Włodawa 37.989; 1.256 km²
- Zamość 105.354; 1.870 km²

(Einwohner und Fläche am 31. Dezember 2020)
| Landkreise        | Größte          | Kleinste          |
| ----------------- | --------------- | ----------------- |
| flächenmäßig      | Powiat Bialski  | Powiat Świdnicki  |
| bevölkerungsmäßig | Powiat Lubelski | Powiat Parczewski |

## Geographie

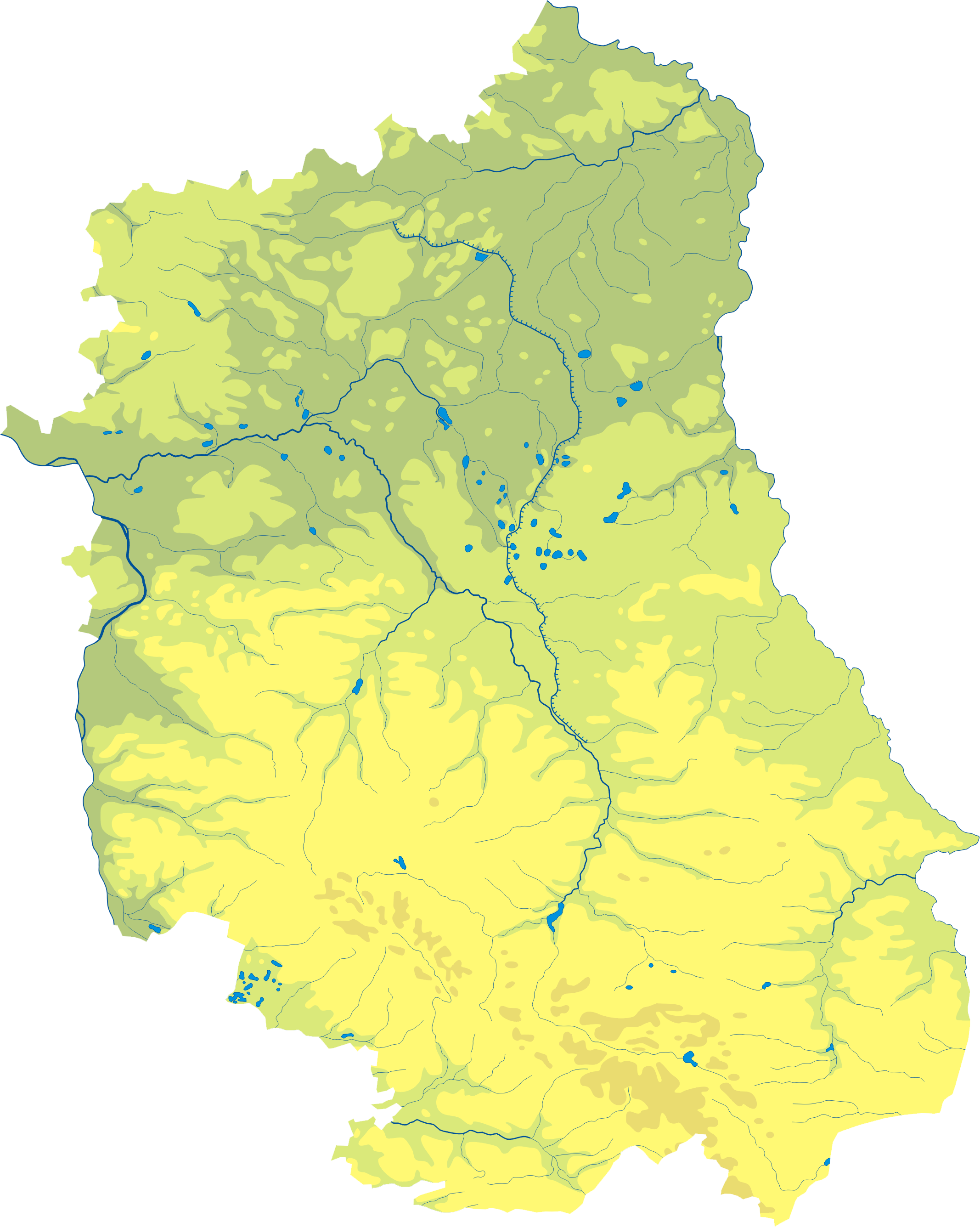
Topographie der Woiwodschaft Lublin

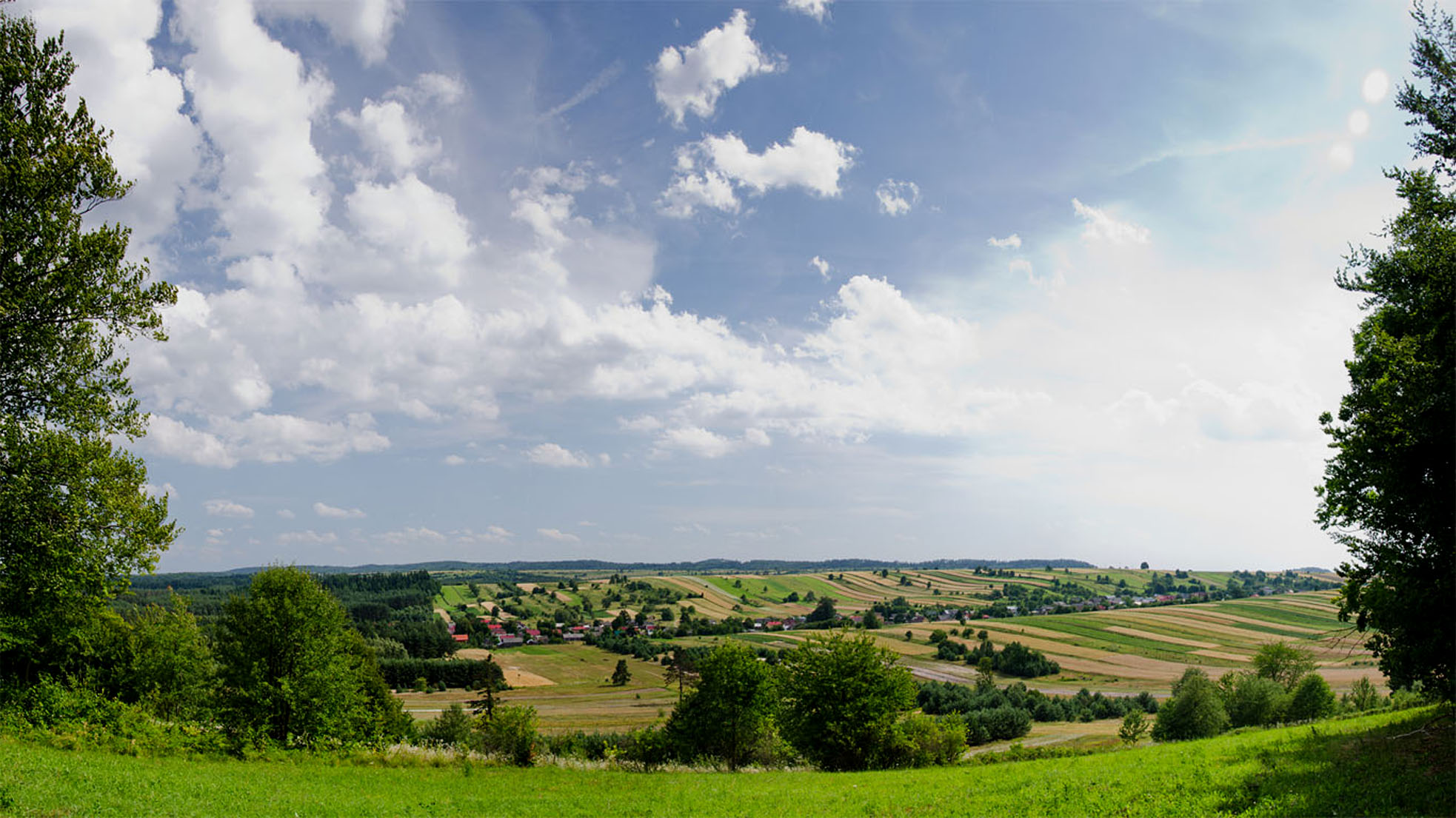
Landschaft im Roztocze

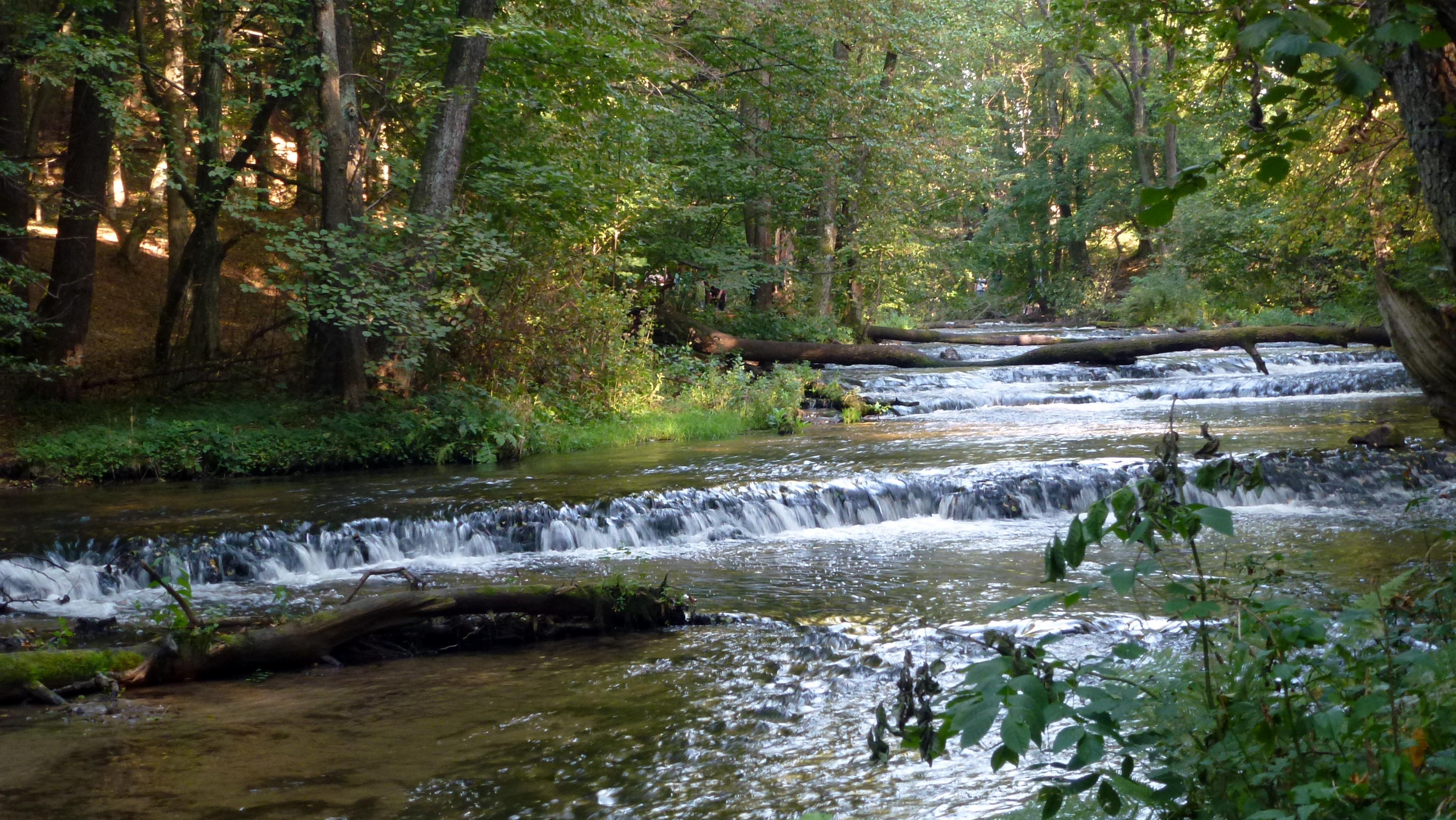
Waldgebiet Puszcza Solska

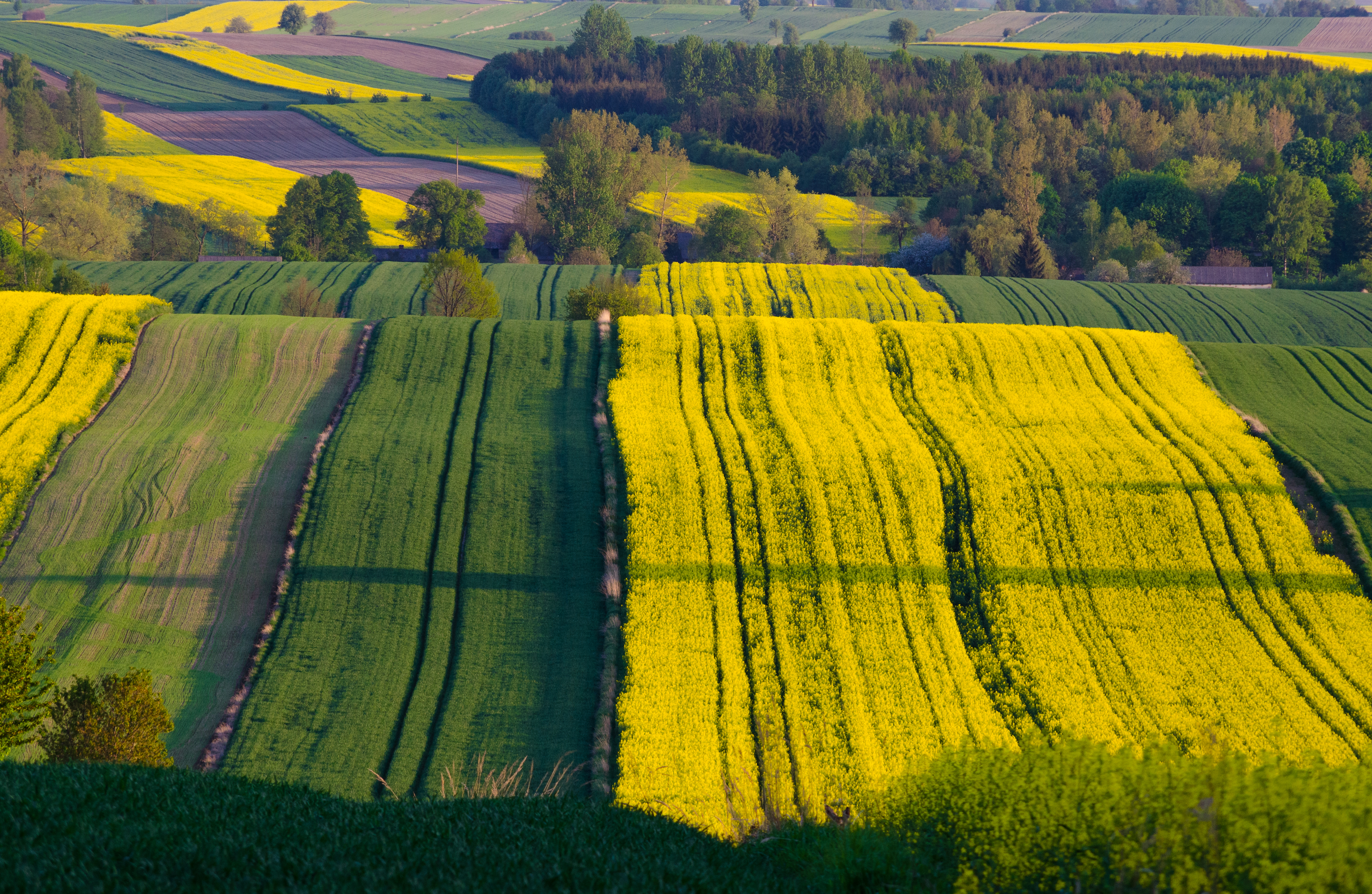
Landschaft im Landschaftsschutzpark Krzczonowski Park Krajobrazowy

Bei Zosin befindet sich der östlichste Punkt der Republik Polen. Bis auf ein kleines Gebiet nahe Puławy befindet sich das Territorium der gesamten Woiwodschaft Lublin östlich der Weichsel.

### Landschaft
Weite Teile der Woiwodschaft Lublin gehören zum Lubliner Hochland (Wyżyna Lubelska). Im Südosten wird diese Region von der Hügelkette des Roztocze begrenzt, die Höhen bis 390 Meter erreicht. Die nördlichen Gebiete der Woiwodschaft gehören zur Südpodlachischen Tiefebene (Nizina Południowopodlaska), die östlichen Gebiete sind Teil von Polesien. Am südöstlichen Rand der Woiwodschaft beginnt zudem das Wolhynien-Podole-Hochland, dessen größter Teil jedoch auf ukrainischem Staatsgebiet liegt.
Die Puszcza Solska im Süden der Woiwodschaft bildet das größte geschlossene Waldgebiet der Region, welches vielerorts auch Teil mehrerer Naturschutzgebiete ist.

### Flüsse
Die westliche Begrenzung bildet überwiegend die Weichsel. Im Osten bildet der Bug als Grenzfluss die Grenzen zu Belarus und – in weiten Teilen des Grenzverlaufes – zur Ukraine. Der Wieprz sowie dessen Zuflüsse Bystrzyca und Tyśmienica liegen vollständig innerhalb der Woiwodschaft Lublin.

### Naturschutzgebiete
Der 1990 gegründete Nationalpark Polesie liegt unweit der Landgemeinde Gmina Urszulin im Powiat Włodawski und umfasst 97,62 Quadratkilometer. An der südlichen Grenze der Woiwodschaft befindet sich seit 1974 der 84,83 km² umfassende Nationalpark Roztocze.
Weitere geschützte Gebiete sind die folgenden Landschaftsschutzparks:
- Landschaftsschutzpark Kazimierz (Kazimierski Park Krajobrazowy)
- Landschaftsschutzpark Sobibór (Sobiborski Park Krajobrazowy)
- Chełmski Park Krajobrazowy
- Kozłowiecki Park Krajobrazowy
- Krasnobrodzki Park Krajobrazowy
- Krzczonowski Park Krajobrazowy
- Park Krajobrazowy Lasy Janowskie
- Nadwieprzański Park Krajobrazowy
- Park Krajobrazowy Podlaski Przełom Bugu
- Park Krajobrazowy Pojezierze Łęczyńskie
- Poleski Park Krajobrazowy
- Południoworoztoczański Park Krajobrazowy
- Park Krajobrazowy Puszczy Solskiej
- Skierbieszowski Park Krajobrazowy
- Strzelecki Park Krajobrazowy
- Szczebrzeszyński Park Krajobrazowy
- Wrzelowiecki Park Krajobrazowy

### Nachbarwoiwodschaften
| Woiwodschaft Masowien    | Woiwodschaft Podlachien      | Oblast Brest Belarus     |
| Woiwodschaft Heiligkreuz |                              | Oblast Wolhynien Ukraine |
|                          | Woiwodschaft Karpatenvorland | Oblast Lwiw Ukraine      |

## Bevölkerung

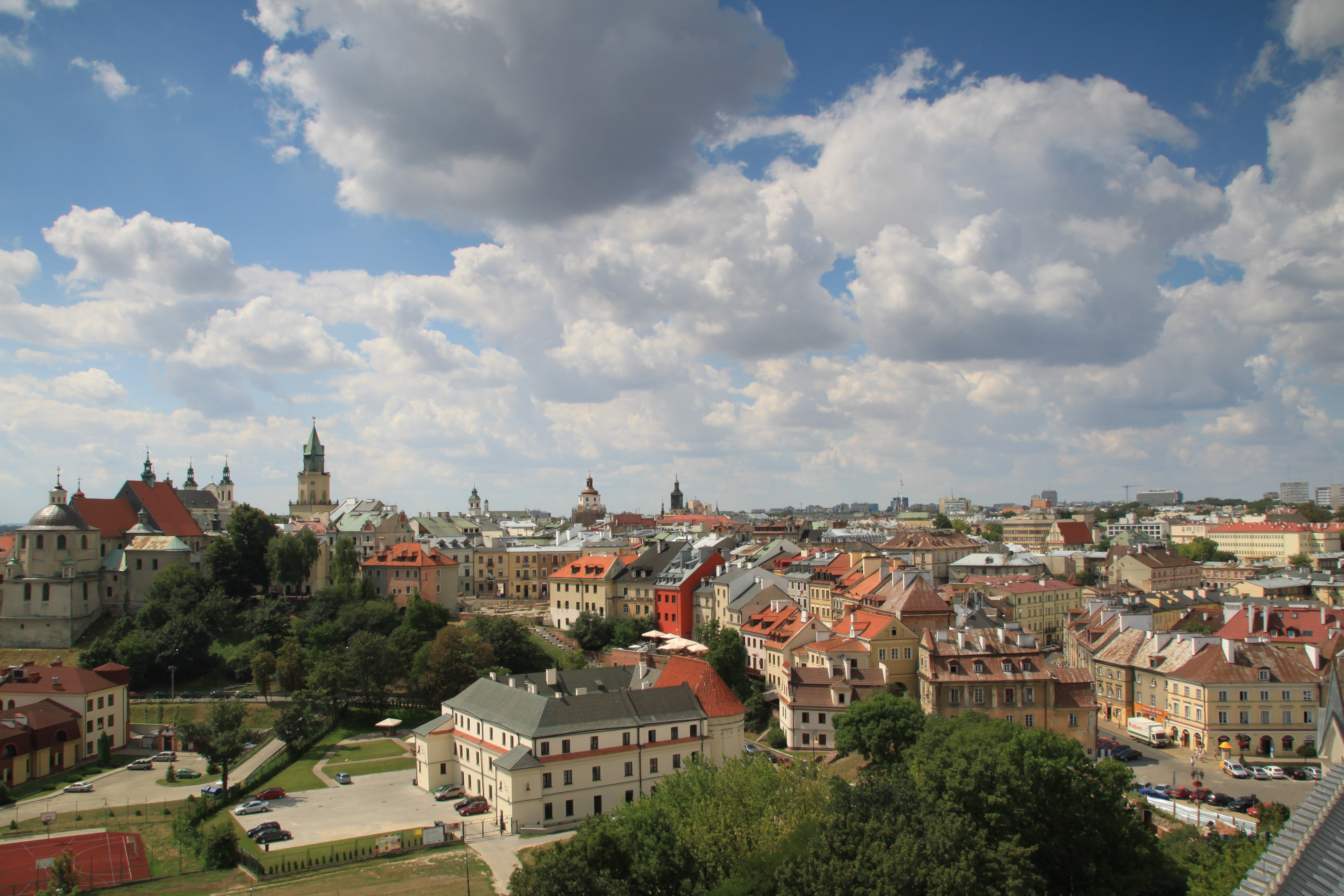
Lublin

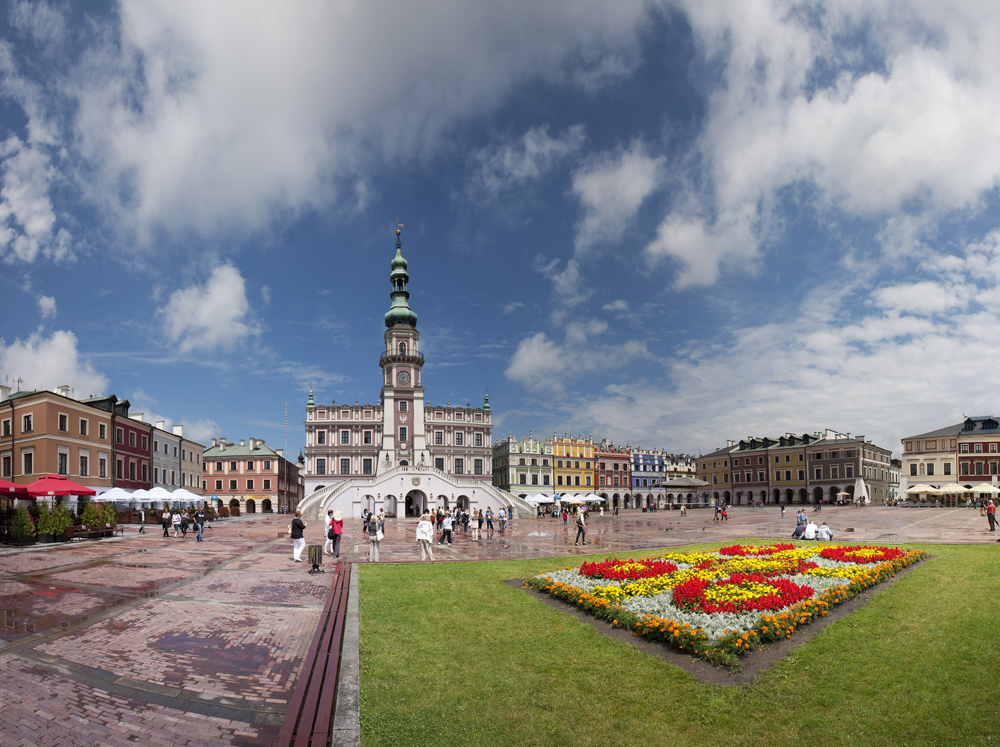
Zamość

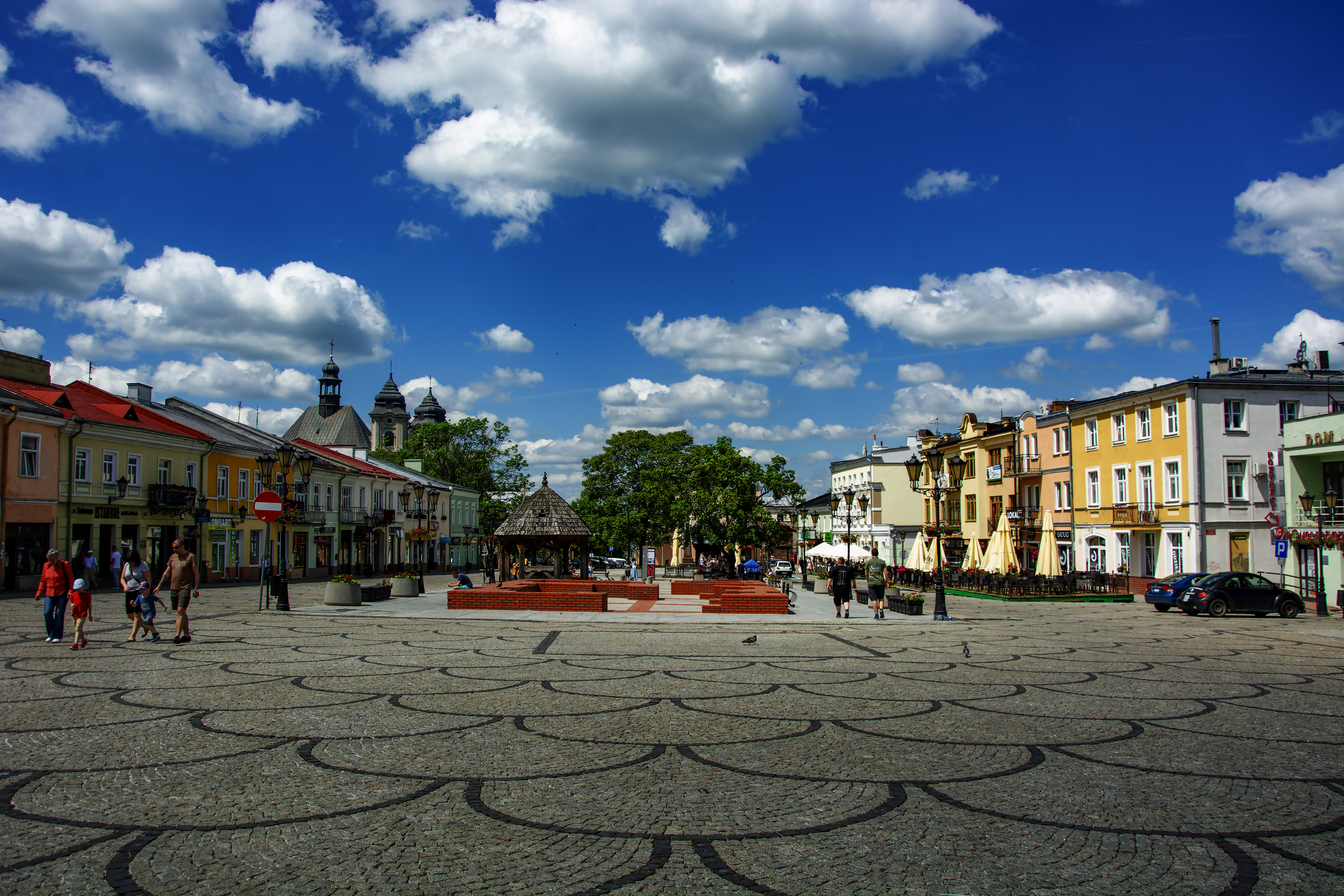
Chełm

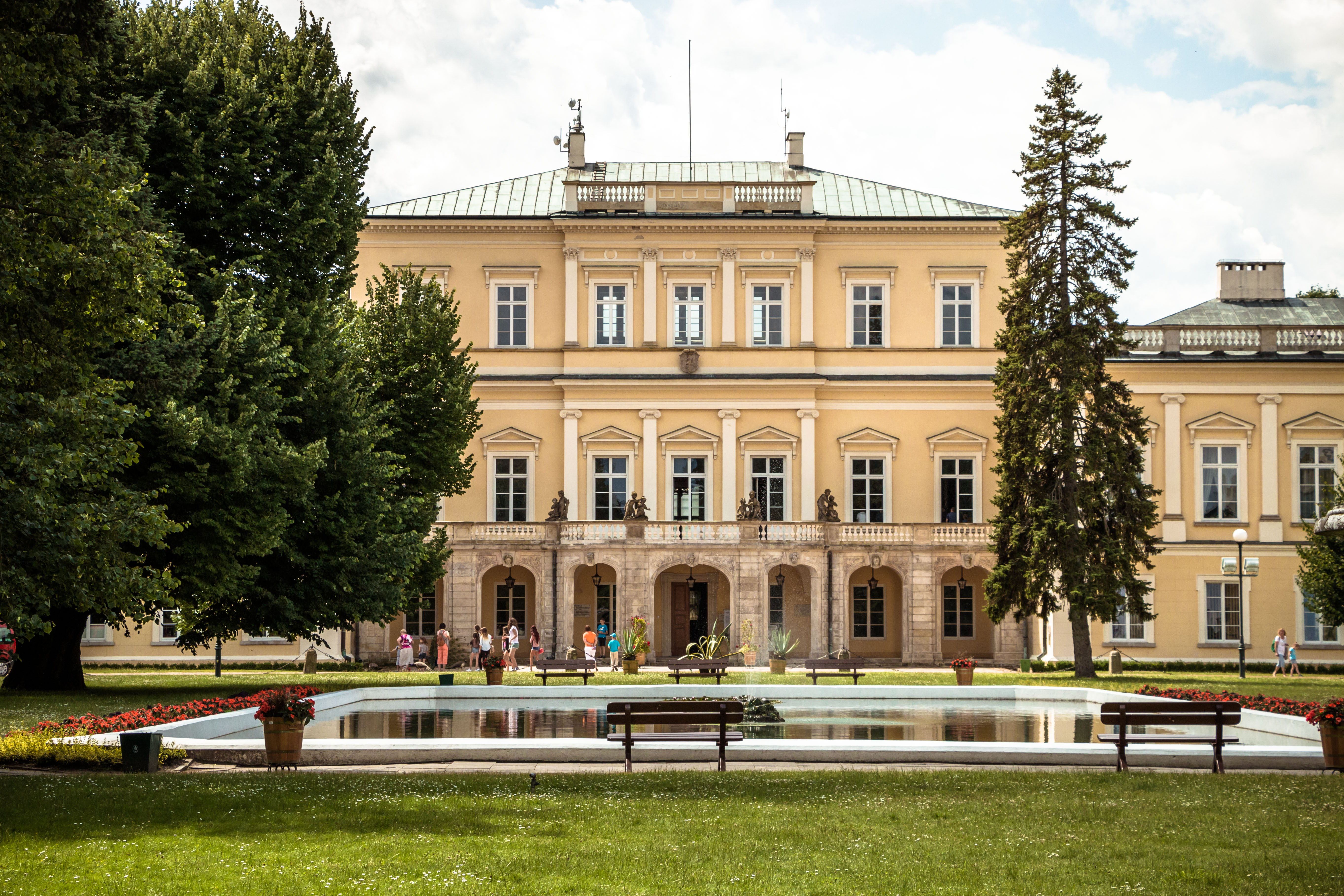
Puławy

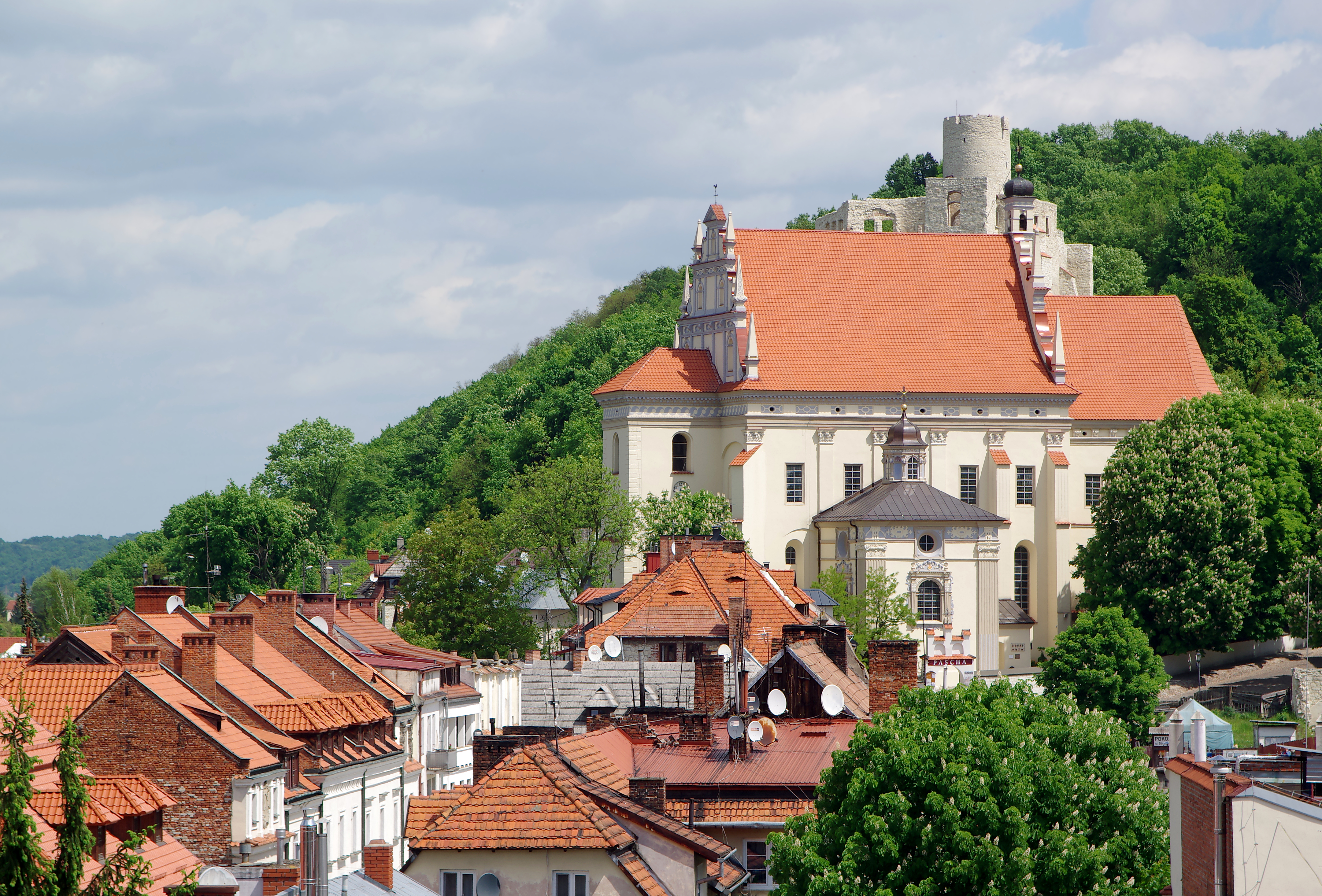
Kazimierz Dolny

Am 31. Dezember 2019 waren 2.108.270 Einwohner in der Woiwodschaft Lublin gemeldet, davon sind 1.021.848 Männer (48,47 %) und 1.086.422 Frauen (51,53 %). Weniger als die Hälfte der Bevölkerung lebt in Städten, die Urbanisierung beträgt rund 46 Prozent.
Abgesehen vom Ballungsraum Lublin ist die Woiwodschaft mit rund 84 Einwohnern pro Quadratkilometer eher dünn besiedelt. Die höchste Bevölkerungsdichte weist der Landkreis Puławy mit 120 Einwohnern pro Quadratkilometer auf. Am dünnsten sind die Landkreise Włodawa und Parczew mit 31 bzw. 36 Einwohnern pro Quadratkilometer besiedelt.

### Bevölkerungsentwicklung
Die Woiwodschaft Lublin verzeichnet seit vielen Jahren eine sinkende Einwohnerzahl. Seit 1995 ist die Einwohnerzahl um rund 135.000 Menschen zurückgegangen.
| Jahr | Einwohnerzahl |
| ---- | ------------- |
| 1995 | 2.244.628     |
| 2000 | 2.206.200     |
| 2005 | 2.179.611     |
| 2010 | 2.151.895     |
| 2015 | 2.139.726     |
| 2019 | 2.108.270     |

### Lebenserwartung
Im Jahr 2019 betrug die durchschnittliche Lebenserwartung in der Woiwodschaft Lublin bei Männern 73,9 Jahre und bei Frauen 82,4 Jahre.

### Größte Städte
Die mit Abstand größte Stadt der Woiwodschaft sowie ganz Ostpolens ist die Hauptstadt Lublin. Mit rund 340.000 Einwohnern ist sie die einzige Großstadt in der Woiwodschaft.
| Stadt             | Powiat            | Einwohner 31. Dezember 2020 |
| ----------------- | ----------------- | --------------------------- |
| Lublin            | kreisfrei         | 338.586                     |
| Zamość            | kreisfrei         | 62.785                      |
| Chełm             | kreisfrei         | 61.135                      |
| Biała Podlaska    | kreisfrei         | 56.942                      |
| Puławy            | Puławy            | 46.965                      |
| Świdnik           | Świdnik           | 38.763                      |
| Kraśnik           | Kraśnik           | 33.917                      |
| Łuków             | Łuków             | 29.441                      |
| Biłgoraj          | Biłgoraj          | 26.114                      |
| Lubartów          | Lubartów          | 21.636                      |
| Tomaszów Lubelski | Tomaszów Lubelski | 18.783                      |
| Łęczna            | Łęczna            | 18.675                      |

## Wirtschaft
Im Vergleich mit dem BIP der EU ausgedrückt in Kaufkraftstandards erreichte die Woiwodschaft Lublin 2018 einen Index von 48 (EU-27 = 100), bezogen auf den Wert pro Erwerbstätigem erreichte die Region hingegen einen Index von 54 (EU-27 = 100). Die Woiwodschaft Lublin ist somit die strukturschwächste Region Polens und gehört zu den ärmsten Regionen innerhalb der EU.
Mit einem Wert von 0,866 erreicht Lublin Platz 12 unter den 16 Woiwodschaften Polens im Index der menschlichen Entwicklung.

### Arbeitsmarkt
Die Arbeitslosenquote lag im März 2019 bei 8 Prozent, was genau 75.134 Personen entsprach. Dieser Wert liegt über dem nationalen Durchschnitt. 
Im Juli 2020 wurden die niedrigsten Arbeitslosenquoten in folgenden Landkreisen gemeldet: Łuków (5,0 %), Biłgoraj (5,4 %) sowie in der kreisfreien Hauptstadt Lublin (5,7 %). Die höchsten Arbeitslosenquoten wiesen hingegen die Landkreise Włodawa (15,0 %), Hrubieszów (12,6 %) und Chełm (12,1 %) auf.

### Bildungswesen
- Maria-Curie-Skłodowska-Universität Lublin (Uniwersytet Marii Curie-Skłodowskiej w Lublinie, UMCS)
- Katholische Universität Lublin (Katolicki Uniwersytet Lubelski Jana Pawła II., KUL)
- Technische Universität Lublin (Politechnika Lubelska)
- Medizinische Universität Lublin (Uniwersytet Medyczny w Lublinie)
- Offiziershochschule der Polnischen Luftstreitkräfte Dęblin (Lotnicza Akademia Wojskowa)
- University of Economics and Innovation in Lublin (Wyższa Szkoła Ekonomii i Innowacji w Lublinie)
- University of Life Sciences in Lublin (Uniwersytet Przyrodniczy w Lublinie)

## Infrastruktur

### Straße
Die wichtigsten Straßenverbindungen der Woiwodschaft bilden die Europastraße 372 (polnische Schnellstraße S17 bzw. Landesstraße 17) (Warschau – Lublin – Zamość – Lwiw) und die Europastraße 373 (polnische Schnellstraße S12 bzw. Landesstraße 12) (Łódź – Puławy – Lublin – Chełm – Kiew).
Eine sehr wichtige Nord-Süd-Verbindung für den gesamten Osten Polens bildet zudem die Landesstraße 19 (Białystok – Lublin – Rzeszów), die derzeit zur Schnellstraße S19 ausgebaut wird bzw. in einigen Abschnitten bereits als solche fertiggestellt wurde.
Weitere bedeutende Straßenverbindungen in der Woiwodschaft Lublin sind:
- Landesstraße 63: Łomża – Siedlce – Łuków – Sławatycze
- Landesstraße 74: Piotrków Tryb. – Kielce – Kraśnik – Zamość – Luzk
- Landesstraße 82: Lublin – Łęczna – Włodawa
- Woiwodschaftsstraße 835: Lublin – Biłgoraj – Przemyśl

Das befestigte Straßennetz der Region hatte im Jahr 2019 eine Gesamtlänge von rund 22.853 Kilometern, davon entfielen 136 Kilometer auf Schnellstraßen.
Darüber hinaus existierten in der Woiwodschaft Lublin im Jahr 2019 ausgebaute Radwege auf einer Länge von 913 Kilometern.

### Eisenbahn
Das Eisenbahnnetz der Region hatte im Jahr 2019 eine Gesamtlänge von insgesamt 970 Kilometern, wovon 491 Kilometer elektrifiziert sind.

### Luftfahrt
Rund zehn Kilometer östlich von Lublin befindet sich der 2012 eröffnete Flughafen Lublin-Świdnik. Hinsichtlich der Passagierzahl befand er sich 2019 mit knapp 360.000 Passagieren an elfter Stelle in Polen.